# Lindsaea pumila
Lindsaea pumila är en ormbunkeart som beskrevs av Kl. Lindsaea pumila ingår i släktet Lindsaea och familjen Lindsaeaceae. Inga underarter finns listade.